# 平湖 (錦田)

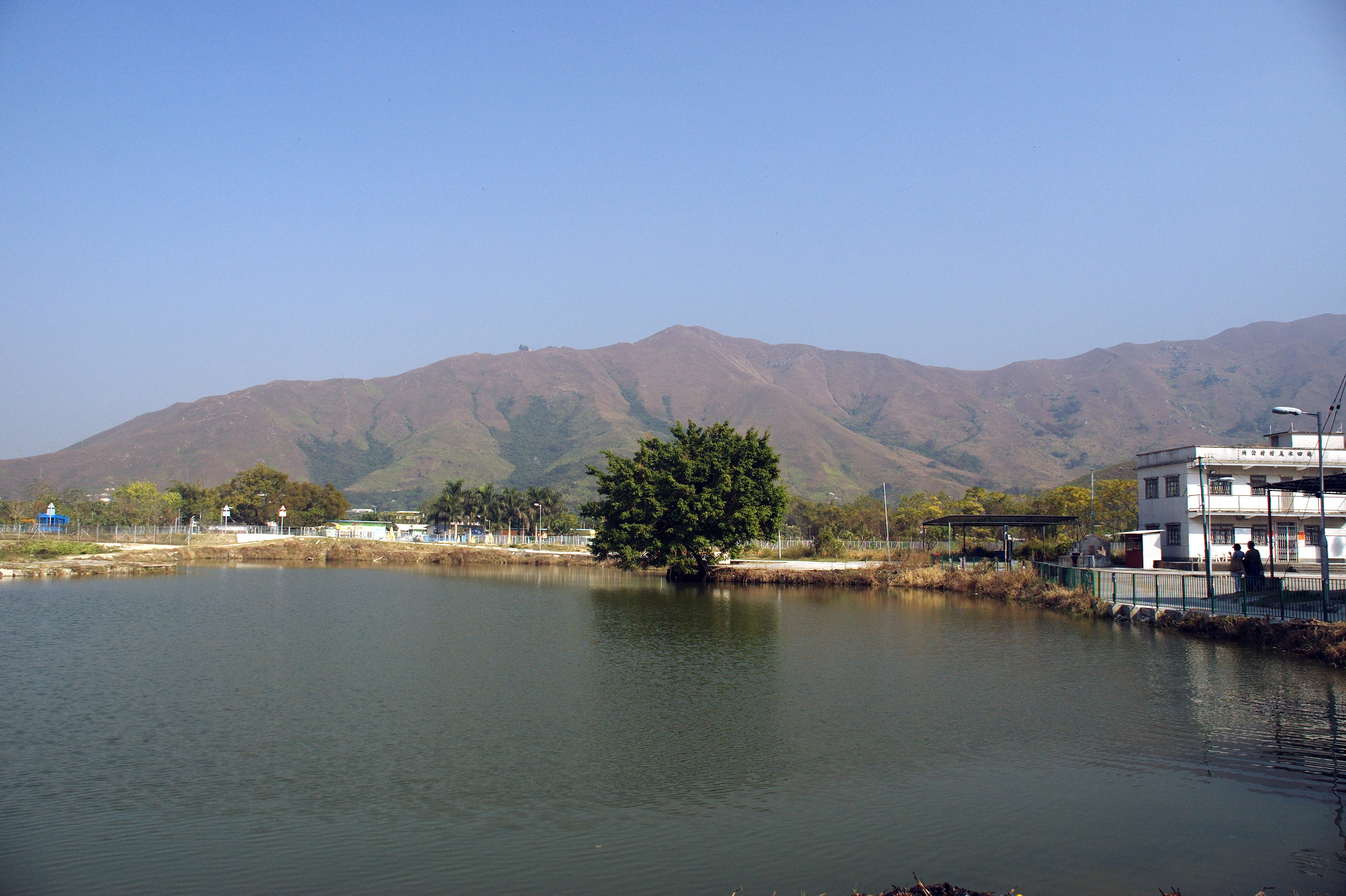
平湖，右方建築物為錦田水尾村村公所。

平湖，位於香港新界元朗錦田水尾村的北邊邊陲。平湖的南面為有名的錦田樹屋，北面為逢吉鄉，西面為田野地方，東面不遠處則為水尾村的主要古建築，包括過百年的水尾村天后宮、水井和土地社壇等，村公所亦在附近。
平湖事實上只是由幾個池塘組成，其名字取自水平如鏡之意，因水塘附近一帶非常空曠，更可從湖泊中看到香港雞公嶺的遙遠倒影。